# Tearing Down the Walls
Tearing Down the Walls è il quarto album in studio della rock band svedese H.E.A.T, pubblicato nel 2014 sotto la Gain/Sony Music. Si tratta del primo lavoro del gruppo registrato senza il chitarrista Dave Dalone, che ha abbandonato la band poco prima dell'inizio delle registrazioni dell'album. Dalone appare ancora come autore nella traccia We Will Never Die.
Come per il disco precedente, anche questo è stato prodotto da Tobias Lindell.
L'album è stato anticipato dall'uscita di A Shot at Redemption, pubblicato sotto forma di EP.
Il disco ha ottenuto buon successo in Europa e ha permesso agli H.E.A.T di aprire alcuni concerti dell'ultimo tour degli Scorpions, tra cui quello italiano del 18 luglio a Piazzola sul Brenta (PD).

## Tracce
1. Point of No Return – 5:16 (H.E.A.T)
2. A Shot at Redemption – 3:51 (H.E.A.T)
3. Inferno – 3:45 (H.E.A.T)
4. The Wreckoning – 1:02 (H.E.A.T)
5. Tearing Down the Walls – 3:33 (H.E.A.T)
6. Mannequin Show – 3:43 (H.E.A.T)
7. We Will Never Die – 3:50 (H.E.A.T, Dalone)
8. Emergency – 4:11 (H.E.A.T)
9. All the Nights – 4:09 (H.E.A.T, Fredrik Thomander, Sharon Vaughn)
10. Eye For an Eye – 4:31 (H.E.A.T, Fredrik Thomander)
11. Enemy In Me – 3:38 (H.E.A.T)
12. Laughing at Tomorrow – 4:26 (H.E.A.T, Aaron Sterner)

## Formazione
- Erik Grönwall – voce
- Eric Rivers – chitarre
- Jona Tee – tastiera
- Jimmy Jay – basso
- Crash – batteria

## Classifiche
| Classifica (2014)          | Posizione massima |
| -------------------------- | ----------------- |
| Germania                   | 78                |
| Giappone                   | 91                |
| Regno Unito                | 123               |
| Regno Unito (rock & metal) | 8                 |
| Svezia                     | 36                |
| Svizzera                   | 37                |

## Video musicali
- A Shot at Redemption
- Mannequin Show